# Sósia

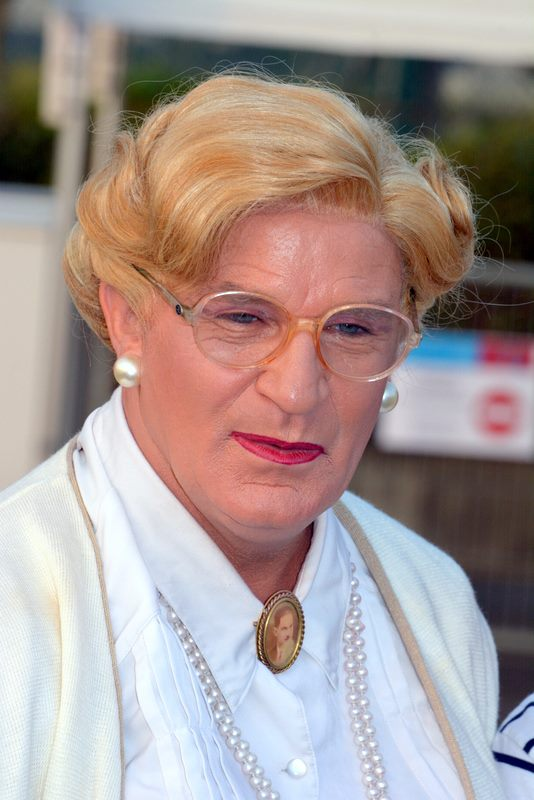
Sósia francesa da personagem Euphegenia Doubtfire, vivido por Robin Williams no filme Mrs. Doubtfire

O termo sósia é frequentemente usado para identificar qualquer pessoa que, fisicamente ou comportamentalmente, assemelha-se a outra pessoa, principalmente personalidades que são amplamente conhecidas.
Existem festivais espalhados pelo mundo com a intenção de juntar sósias de ídolos mundiais ou promover uma competição para a escolha do sósia perfeito, como o Evento Days que ocorre em Madri (sem competição, só a oportunidade de os visitantes tirarem fotos com os sósias), o campeonato europeu de sósias de Elvis Presley, que ocorre em Londres, ou o festival de sósias de Ernest Hemingway, que ocorre em Cuba.

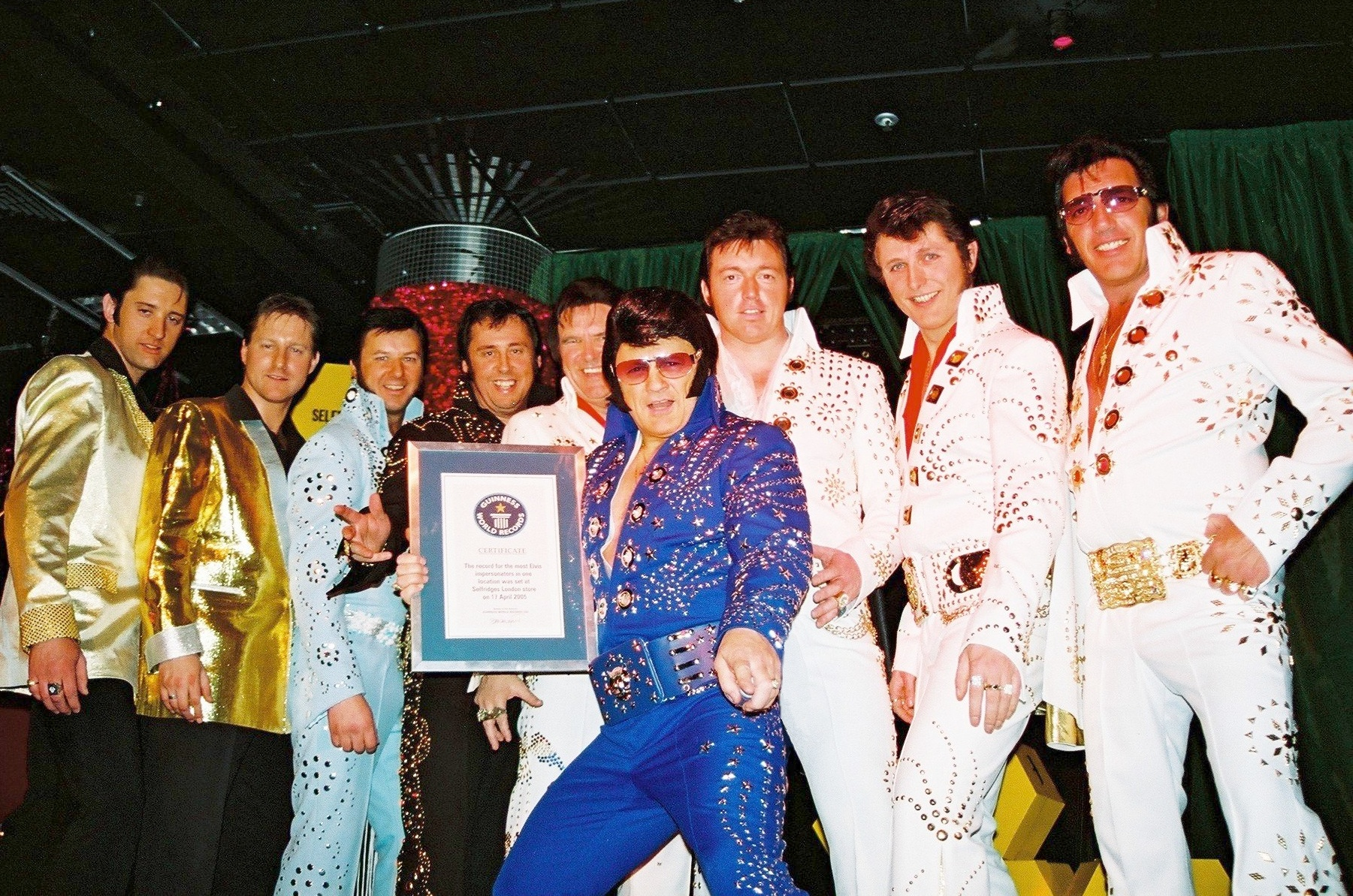
Sósias norte-americanos do ídolo Elvis Presley

## Origem
A origem do termo está na comédia Anfitrião, de Plauto, quando Sósia é um escravo de Anfitrião, marido de Alcmena. Zeus, a fim de seduzir Alcmena, assumiu a aparência de Anfitrião enquanto Hermes, que o ajudava, assumiu a forma de Sósia para vigiar o portão. Uma grande confusão foi criada, pois Anfitrião duvidou da fidelidade da esposa. No fim, tudo foi esclarecido por Zeus, e Anfitrião ficou contente por ser marido de uma escolhida do deus. Daquela noite de amor, nasceu o semideus Hércules e a partir daí, o termo anfitrião passou a ter o sentido de "aquele que recebe em casa". O mesmo ocorreu com sósia, "cópia humana", ou  seja, semelhança humana.